# ودن طاهر (لودر)

تعديل مصدري - تعديل

ودن طاهر هي إحدى قرى عزلة زارة بمديرية لودر التابعة لمحافظة أبين، بلغ تعداد سكانها 268 نسمة حسب تعداد اليمن لعام 2004.